# Willemia unispina
Willemia unispina är en urinsektsart som beskrevs av Fjellberg 2007. Willemia unispina ingår i släktet Willemia, och familjen Hypogastruridae. Arten är reproducerande i Sverige.